# New York Knicks 1948-1949
La stagione 1948-49 dei New York Knicks fu la 3ª nella BAA per la franchigia.
I New York Knicks arrivarono secondi nella Eastern Division con un record di 32-28. Nei play-off vinsero 2-1 nel primo turno con i Baltimore Bullets, perdendo poi 2-1 nella finale di conference con i Washington Capitols.

## Roster
| N° | Naz.                   | Ruolo | Sportivo              | Anno | Alt. | Peso |
| -- | ---------------------- | ----- | --------------------- | ---- | ---- | ---- |
| 3  | Stati Uniti (bandiera) | C     | Irv Rothenberg        | 1921 | 201  | 98   |
| 4  | Stati Uniti (bandiera) | GA    | Carl Braun            | 1927 | 196  | 82   |
| 5  | Stati Uniti (bandiera) | A     | Paul Noel             | 1924 | 193  | 84   |
| 6  | Stati Uniti (bandiera) | G     | Sid Tanenbaum         | 1925 | 183  | 73   |
| 7  | Stati Uniti (bandiera) | G     | Ray Lumpp             | 1923 | 185  | 81   |
| 7  | Stati Uniti (bandiera) | G     | Dick Shrider          | 1923 | 188  | 86   |
| 8  | Stati Uniti (bandiera) | G     | Mel McGaha            | 1926 | 185  | 86   |
| 10 | Stati Uniti (bandiera) | GA    | Tex Ritter            | 1924 | 188  | 84   |
| 11 | Stati Uniti (bandiera) | AC    | Harry Gallatin        | 1927 | 198  | 95   |
| 12 | Stati Uniti (bandiera) | A     | Ray Kuka              | 1922 | 191  | 91   |
| 14 | Stati Uniti (bandiera) | GA    | Tommy Byrnes          | 1923 | 191  | 79   |
| 14 | Stati Uniti (bandiera) | A     | Gene James            | 1925 | 193  | 82   |
| 16 | Stati Uniti (bandiera) | AC    | Bud Palmer            | 1921 | 193  | 82   |
| 17 | Stati Uniti (bandiera) | GA    | Butch van Breda Kolff | 1922 | 191  | 84   |
| 18 | Stati Uniti (bandiera) | A     | Joe Colone            | 1924 | 196  | 95   |
| 19 | Stati Uniti (bandiera) | C     | Lee Knorek            | 1921 | 201  | 98   |

## Staff tecnico
- Allenatore: Joe Lapchick